# ماركوس فالينتي
ماركوس فالينتي (4 فبراير 1994 ببينفايل في البرتغال - ) هو لاعب كرة قدم برتغالي في مركز الدفاع. لعب مع نادي ديبورتيفو داس أيفيس ونادي بينفايل.

## روابط خارجية
- ماركوس فالينتي على موقع قاعدة بيانات كرة القدم.إي يو (الإنجليزية)
- ماركوس فالينتي على موقع Soccerway.com (الإنجليزية)
- ماركوس فالينتي على موقع AS.com (الإسبانية)